# Unonopsis theobromifolia
Unonopsis theobromifolia är en kirimojaväxtart som beskrevs av Nelson A. Zamora och Luis J. Poveda. Unonopsis theobromifolia ingår i släktet Unonopsis och familjen kirimojaväxter. Inga underarter finns listade i Catalogue of Life.